# Ben Riley
Ben Riley (17. července 1933 Savannah, Georgie, USA – 18. listopadu 2017 West Islip, New York, USA) byl americký jazzový bubeník. Svou kariéru zahájil již během studií, následně odešel do armády, kde působil ve vojenské kapele. Roku 1954, kdy se vrátil z armády, se usadil v New Yorku, kde se začal věnovat profesionálně hudbě. Své první album jako leader nazvané Weaver of Dreams vydal v roce 1996, následovalo ještě několik dalších. během své kariéry spolupracoval s mnoha hudebníky, mezi které patří Thelonious Monk, Alice Coltrane, Eddie „Lockjaw“ Davis, Andrew Hill nebo Johnny Griffin. Zemřel roku 2017 ve věku 84 let.